# Ringer-Juniorenweltmeisterschaften 1983
Die Ringer-Juniorenweltmeisterschaften 1983 fanden im August 1983 in Oak Lawn (Illinois), Vereinigte Staaten statt. 

## Junioren, griechisch-römisch

### Ergebnisse
| Klasse | Gold                 | Silber              | Bronze             |
| ------ | -------------------- | ------------------- | ------------------ |
| -48 kg | Huh Byung-ho         | Geworg Mersorhanjan | Bobby Malatesta    |
| -52 kg | Eduard Awakian       | Peter Behl          | Kim Jin-won        |
| -56 kg | Korun Martirosjan    | Kalaf Abd Ellatif   | Vinod Kumar        |
| -60 kg | David Olmsted        | Dimitris Fotakakis  | Anders Tuominen    |
| -65 kg | Claudio Passarelli   | Ruben Grigorjan     | Zeki Sahim         |
| -70 kg | Umberto DiBiase      | Yavuz Ercoban       | Chung Byung-cheung |
| -75 kg | Hüseyin Ildem        | Andreas Steinbach   | Hannes Steinberger |
| -81 kg | Igor Naumenko        | Roger Gries         | Johannes Meindl    |
| -87 kg | Sauri Iwanaschwili   | Gerhard Himmel      | Greg Zwilling      |
| +87 kg | Panagiotis Pikilidis | Koichi Ishibashi    | Tony Koontz        |

### Medaillenspiegel
| Rang | Land               | Gold | Silber | Bronze |
| ---- | ------------------ | ---- | ------ | ------ |
| 1    | Sowjetunion        | 4    | 2      | 0      |
| 2    | BR Deutschland     | 1    | 4      | 0      |
| 3    | Türkei             | 1    | 1      | 1      |
| 4    | Griechenland       | 1    | 1      | 0      |
| 5    | Vereinigte Staaten | 1    | 0      | 3      |
| 6    | Südkorea           | 1    | 0      | 2      |
| 7    | Italien            | 1    | 0      | 0      |
| 8    | Ägypten            | 0    | 1      | 0      |
|      | Japan              | 0    | 1      | 0      |
| 10   | Österreich         | 0    | 0      | 2      |
| 11   | Schweden           | 0    | 0      | 1      |
|      | Indien             | 0    | 0      | 1      |

## Junioren, freier Stil

### Ergebnisse
| Klasse | Gold                  | Silber                  | Bronze            |
| ------ | --------------------- | ----------------------- | ----------------- |
| -48 kg | Young-jin             | Martin Müller           | Chris Bollin      |
| -52 kg | Ewgeni Musojan        | Corey Baze              | Ahmet Durna       |
| -56 kg | Joe Melchiore         | Chadschimagomed Aigumow | Goh Young-ho      |
| -60 kg | Nikolai Garkin        | John Smith              | Noriyasu Kawamura |
| -65 kg | Magomed Magomedow     | Gary Holmes             | Georg Neumaier    |
| -70 kg | Aleksander Siniagin   | Royce Alger             | Selami Karakus    |
| -75 kg | Wachtang Dolidse      | Mike van Arsdale        | Yutaka Naroaka    |
| -81 kg | Juri Ortscharenko     | Shangjun Feng           | Jimmy Gressley    |
| -87 kg | Macharbek Tschadarzew | Frank Dorn              | Jerry Curby       |
| +87 kg | Panagiotis Pikilidis  | Jeff Glenn              | Alajutdin Kuskow  |

### Medaillenspiegel
| Rang | Land                | Gold | Silber | Bronze |
| ---- | ------------------- | ---- | ------ | ------ |
| 1    | Sowjetunion         | 7    | 1      | 1      |
| 2    | Vereinigte Staaten  | 1    | 5      | 3      |
| 3    | Südkorea            | 1    | 0      | 1      |
| 4    | Griechenland        | 1    | 0      | 0      |
| 5    | BR Deutschland      | 0    | 1      | 0      |
|      | Kanada              | 0    | 0      | 1      |
|      | Volksrepublik China | 0    | 1      | 0      |
|      | Schweiz             | 0    | 1      | 0      |
| 9    | Türkei              | 0    | 0      | 2      |
|      | Japan               | 0    | 0      | 2      |
| 11   | Österreich          | 0    | 0      | 1      |